# Roasso Kumamoto
Roasso Kumamoto (jap. ロアッソ熊本 Roasso Kumamoto) – japoński klub piłkarski, z siedzibą w Kumamoto, w prefekturze o tej samej nazwie, w regionie Kiusiu
Roasso Kumamoto awansował do J.League, Div 2 w 2007. Zagrał pierwszy sezon w Div 2 w 2008, zajmując 12 miejsce. 